# Рептоиди
Рептоиди (енгл. reptoids, још познати и као рептилоиди или змајоиди) су рептилски хуманоиди који играју важну улогу у научној фантастици, као и у уфологији и теоријама завере. Идеју o Рептилоидима на Земљи је популаризовао Дејвид Ајк, теоретичар завере који каже како рептилски људи контролишу наш свет тако што у људском облику контролишу наше друштво.

## Дејвид Ајк
Према описима британског писца Дејвида Ајка, рептилоиди су високи између 1,5 и 3,7 метара. Наводно пију крв, мењају облик, крију се у подземним базама, и планирају заверу против људи. Он тврди да су већина светских лидера заправо рептилоиди, укључујући и Џорџа Буша, и краљицу Елизабету II.